# ステランティス
ステランティス N.V.（英: Stellantis N.V.）は、2021年に設立された多国籍自動車製造会社。フランスの自動車メーカー・グループPSAと、イタリアとアメリカ合衆国の自動車メーカー・フィアット・クライスラー・オートモービルズ（FCA）の対等合併により誕生した。2024年現在、販売台数でトヨタ、フォルクスワーゲン・グループ、現代自動車グループ、ゼネラル・モーターズに次ぐ、世界第5位の自動車メーカーである。
ステランティスはオランダで登記されており、アバルト、アルファロメオ、クライスラー、シトロエン、ダッジ、DS、フィアット、ジープ、ランチア、マセラティ、オペル、プジョー、ラム・トラックス、ボクスホールという14ブランドで構成されている。N.V.はオランダ語で「株式会社（Naamloze Vennootschap）」の略称である。
合併時における14ブランドのブランド名やロゴタイプの変更はない。またステランティスの名称はコーポレートブランドとしてのみ使用され、製品や販売促進などで積極的には表示されない。
ステランティスはミラノ、ニューヨーク、パリの各証券取引所に上場した。

## 社名の由来
社名は「（星などで）明るくなる」 という意味のラテン語の動詞stelloに由来する。

## 歴史
2019年初頭、FCAはフランスの自動車メーカー、ルノーとの合併を模索し暫定合意に達した。しかし、フランス政府はこの合意を支持せず、合併は撤回された。
その後、FCAはPSAに合併を打診した。2019年12月に正式に調印されたこの買収により、世界第4位の自動車メーカーが誕生し、年間約37億ユーロ（約42.2億ドル）の経費削減につながると予想されている。2019年10月に500億ドルの買収が発表された後、合併会社の新名称を決める作業が始まった。
2020年12月21日、欧州委員会は、この分野での競争を確保するために最小限の救済措置を課す一方で、合併の承認を発表した。
本合併は、両社の株主による圧倒的な議決権行使の結果、2021年1月4日に確定し、2021年1月16日に完了した。買収完了後は、2021年1月18日にイタリア証券取引所およびユーロネクスト・パリで普通株式の売買が行われ、2021年1月19日にニューヨーク証券取引所にティッカーシンボル「STLA」のもとで上場した。
2021年9月8日、主要株主である東風汽車集団がステランティス株1.15%（3610万株）を約6億ユーロ（7.1億ドル）で売却したことを発表した。これはPSAとFCAの合併の合意内容の一部として履行されたものであり、東風汽車集団は引き続き4.5%の株式を保有する。
2022年、中国でのジープの生産（広州汽車との合弁）の打ち切りを発表し、破産申請を行った。また同年11月にはドイツの半導体メーカーのインフィニオンと炭化ケイ素を使うパワー半導体の供給覚書を締結した。
2024年12月、カルロス・タバレス（en:Carlos Tavares）CEOが任期途中で辞任した。

## ブランド
2021年現在、ステランティスのブランドポートフォリオは以下のとおり。
| ブランド                                | 設立                                  | 現在のCEO                      |
| --------------------------------------- | ------------------------------------- | ------------------------------ |
| アバルト                                | 1949年                                | ルカ・ナポリターノ             |
| アルファロメオ                          | 1910年                                | ティモシー・クニスキス         |
| クライスラー                            | 1925年                                | ティモシー・クニスキス         |
| シトロエン                              | 1919年                                | ヴァンサン・コベ               |
| ダッジ                                  | 1914年                                | ティモシー・クニスキス         |
| DSオートモビルズ                        | 2014年 （シトロエンブランドから独立） | ベアトリス・フーシェ           |
| フィアット/フィアットプロフェッショナル | 1899年                                | オリヴィエ・フランソワ         |
| ジープ                                  | 1941年                                | クリスチャン・ムニエ           |
| ランチア                                | 1906年                                | アントネッラ・ブルーノ         |
| マセラティ                              | 1914年                                | ダヴィデ・グラッソ             |
| オペル                                  | 1862年                                | ミヒャエル・ローシェラー       |
| プジョー                                | 1882年                                | ジャン・フィリップ・インパラト |
| ラム・トラックス                        | 2009年 （ダッジブランドから独立）     | マイケル・コヴァル             |
| ボクスホール                            | 1903年                                | スティーブン・ノーマン         |

## 所有
FCAとPSAの50対50での合併後、所有者は次のようになる。
- 14.4% アニェッリ家（エクソール社）
- 7.2% プジョー家（エタブリスマン・プジョー・フレール（フランス語版）、EPF）
- 6.2% フランス公的投資銀行（英語版）（フランス政府）
- 4.5% 東風汽車集団
- 2.52% ブラックロック

## モータースポーツ

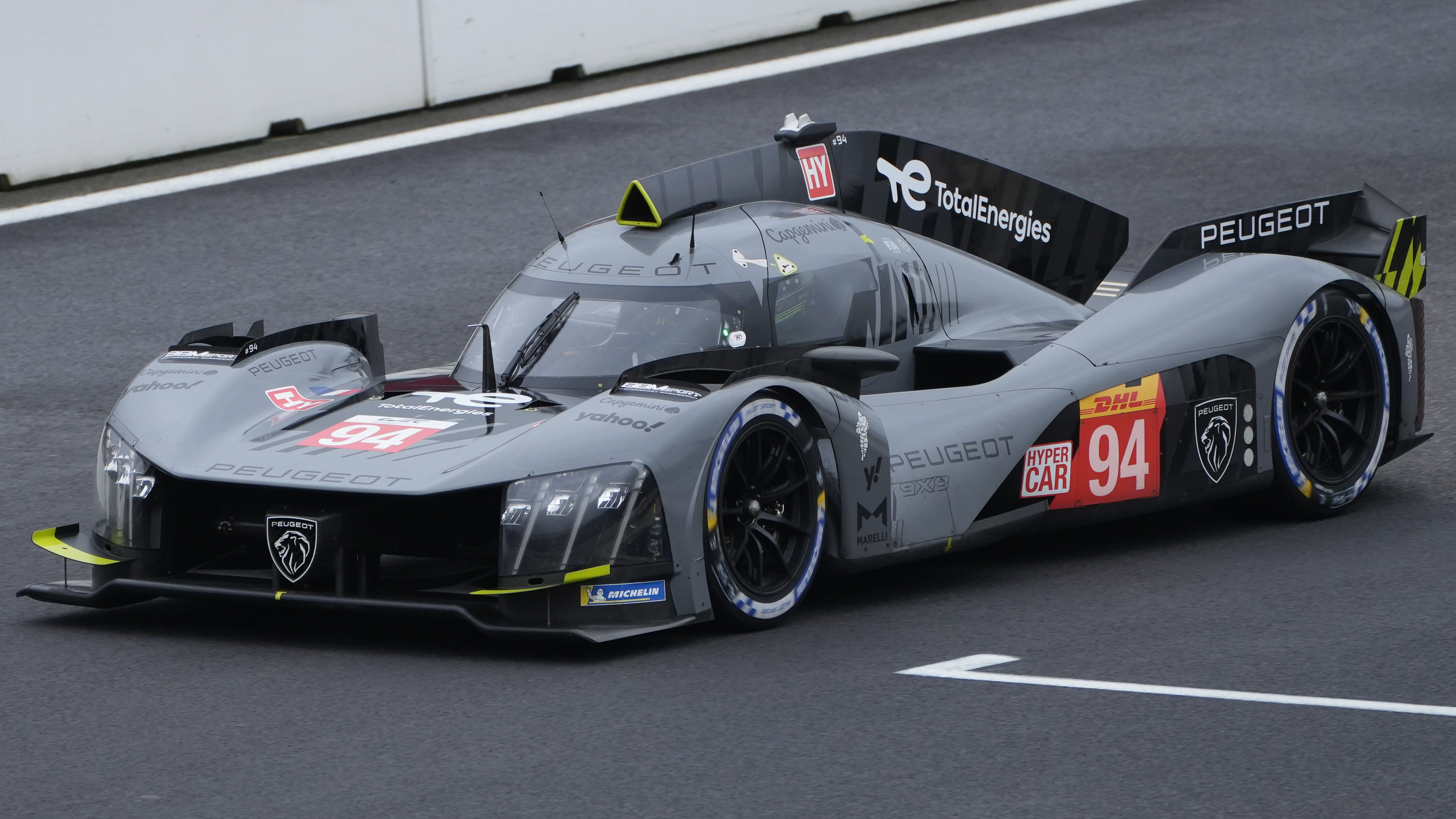
プジョー・9X8（2023年）

ステランティス・モータースポーツは、現在取締役兼上級副社長のジャン＝マルク・フィノが率いる部門。傘下の14ブランドのモータースポーツ活動を統括する。各ブランドのモータースポーツ部門、活動内容は以下の通り。
- シトロエン・レーシング（英語版）[23]
  - WRC2へのエントリーサポート、シトロエン・C3 ラリー2によるカスタマーレースに焦点を当てた活動[24]。
- DSパフォーマンス[25]
  - フォーミュラEに参戦。
- マセラティ[26]
  - フォーミュラEに参戦。
- プジョー・スポール[27]
  - FIA 世界耐久選手権、ル・マン24時間レースにプジョー・9X8で参戦。
  - プジョー・208 ラリー4によるカスタマーレースを中心とした活動。
- オペル・モータースポーツ[28]
  - オペル・コルサ ラリー4によるカスタマーレースを中心とした活動。

## 日本法人
日本法人としては、フィアット・アバルト・アルファロメオ・ジープブランドを扱うFCAジャパン株式会社と、プジョー・シトロエン・DSオートモビルズ・オペルブランドを扱うGroupe PSA Japan株式会社の2社が存在していたが、2022年3月1日に統合してStellantisジャパン株式会社となった（存続法人はFCAジャパン）。

## 地域子会社
- ステランティス・アルゼンチン（英語版）（アルゼンチン）
- ステランティス・オーストラリア（英語版）（フィアット・クライスラーオーストラリア; FCAオーストラリア; オーストラリア）
- ステランティス・カナダ（英語版）（カナダ）
- FCAインディア・オートモービルズ（英語版）（インド）
- ステランティス・イタリー（イタリア）
- ステランティス・ポーランド（英語版）（ポーランド）
- フィアット・セルビア（英語版） (67%)（セルビア）
- ステランティス・ノースアメリカ（正式名称FCA US; 元クライスラー; アメリカ合衆国）